# Inundacions Missoula

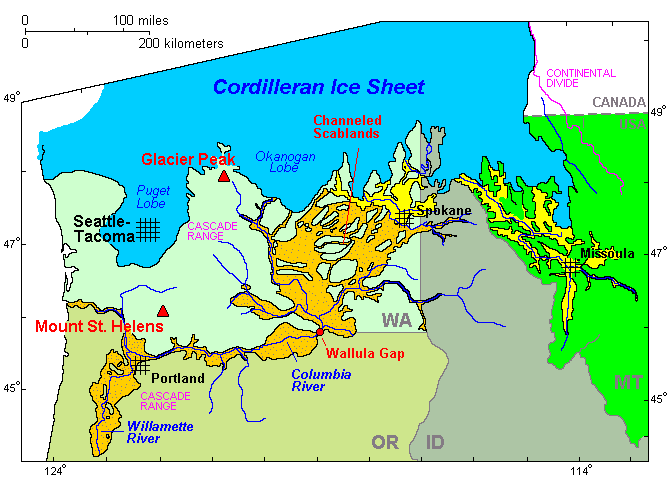
Inlandsis Cordilleran
Màxima extensió del llac Missoula (est) i el llac glacial Columbia (oest)
Zones escombrades per les inundacions de Missoula i Columbia

Les inundacions Missoula (també conegudes com inundacions Spokane o inundacions Bretz o inundacions de Bretz) van ser inundacions cataclísmiques del llac glacial que van escombrar periòdicament l'est de Washington i el congost del riu Columbia al final de la darrera glaciació. Aquestes inundacions foren el resultat de col·lapses sobtats periòdics de la presa de gel del riu Clark Fork que van crear el llac glacial Missoula. Després de cada ruptura de la presa de gel, les aigües del llac es precipitaren per la conca del Clark Fork i el riu Columbia, inundant gran part de l'est de Washington i la vall Willamette a l'oest d'Oregon. Després del drenatge del llac, el front de la glacera tornaria a avançar formant una nova presa de glaç, i creant de nou el llac Missoula.
Aquestes inundacions han estat investigades des dels anys vint del segle passat. Durant l'última desglaciació que s'inicià amb l'últim màxim glacial, els geòlegs estimen que el cicle d'inundacions i reomplit del llac durava de mitjana uns 55 anys i que les inundacions es repetiren diversos cops durant un període de 2.000 anys entre 15.000 i 13.000 anys BP. fa. La hidròloga de l'US Geological Survey, Jim O'Connor, i el científic del Museu Nacional de Ciències Naturals, Gerardo Benito, han trobat proves d'almenys vint-i-cinc inundacions massives, la més gran amb una descàrrega d'uns 10 quilòmetres cúbics per hora (2,7 milions de m³/s, 13 vegades la del riu Amazones a la seva desembocadura). Les estimacions alternatives del cabal màxim de la màxima riuada van des dels 17 quilòmetres cúbics per hora La velocitat màxima del flux es va acostar als 36 metres/segon (130 km/h o 80 mph).r and range up to 60 cubic kilometers per hour.
Dins de la conca hidrogràfica del riu Columbia, la investigació en detall dels dipòsits glaciofluvials de les inundacions Missoula, coneguts informalment com la formació Hanford, ha permès documentar la presència de dipòsits d'inundació Missoula del Pleistocè mitjà i primerenc als Othello Channels, Columbia River Gorge, Scabland i conca Quincy, la conca Pasco i la vall Walla Walla. Basant-se en la presència de múltiples calitxos interglacials intercalats amb dipòsits d'inundació, magnetoestratigrafia, datació per luminescència estimulada òpticament i dics clàstics truncats per disconformitats, s'ha estimat que la més antiga de les inundacions de Missoula del Plistocè va passar fa 1,5 milions d'anys. A causa de la naturalesa fragmentària dels dipòsits glaciofluvials més antics, que s'han eliminat en gran part per les inundacions posteriors de Missoula, dins de la formació Hanford, no es pot estimar amb confiança la quantitat exacta d'inundacions Missoula més antigues, que es coneixen com a antigues inundacions cataclísmiques, que es van produir durant el Plistocè.

## Hipòtesi d'inundació proposada

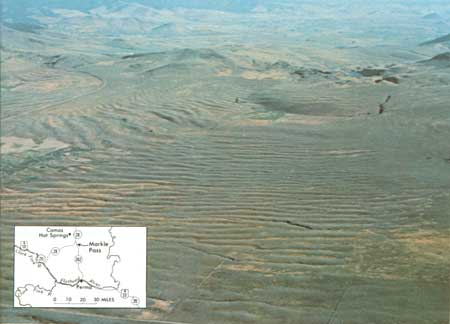
Marques d'ondulacions gegants a Markle Pass a prop de Camas Hot Springs (Montana, EUA) Vista cap al nord-oest.

El geòleg J Harlen Bretz va reconèixer per primer copl'evidència de les inundacions catastròfiques, que va anomenar inundacions Spokane, a la dècada de 1920. Estava investigant els Channeled Scablands a l'est de Washington, la gorja Columbia Gorge i la vall de Willamette d'Oregon. A l'estiu de 1922, i durant els següents set anys, Bretz va dur a terme investigacions de camp de l'altiplà del riu Columbia. S'havia interessat en característiques d'erosió inusuals a la zona des de 1910 després de veure un mapa topogràfic recentment publicat del sallent Potholes. Bretz va encunyar el terme Channeled Scablands el 1923 per referir-se a la zona propera al Grand Coulee, on l'erosió massiva havia tallat els dipòsits basàltics. Bretz va publicar un article l'any 1923, argumentant que els Channeled Scablands a l'est de Washington foren provocades per inundacions massives en un passat llunyà.
L'opinió de Bretz, que es considerava que defensava una explicació catastròfica de la geologia, anava en contra del paradigma de l'uniformisme, i les opinions de Bretz van ser inicialment ignorades. La Societat Geològica de Washington, DC, va convidar el jove Bretz a presentar la seva investigació publicada anteriorment en una reunió del 12 de gener de 1927 on diversos geòlegs hi presentaren teories diferents. Un altre geòleg de la reunió, JT Pardee, havia treballat amb Bretz i tenia proves d'un antic llac glacial que donava credibilitat a les teories de Bretz. Bretz va defensar les seves teories, i això va iniciar un acre debat de quatre dècades sobre l'origen dels Scablands. Tant Pardee com Bretz van continuar la seva investigació durant les següents tres dècades, recollint i analitzant proves que els van portar a identificar el llac Missoula com la font de la inundació Spokane i el creador dels scablands.
Després que Pardee estudiés el canyó del riu Flathead, va estimar que el flux de la inundació havia de tenir una velocitat de més de 45 milles per hora (72 km/h) per fer rodar el més gran dels blocs moguts per la riuada. Va estimar que el cabal d'aigua era 9 milles cúbiques per hora (38 km3/h), més que el cabal combinat de tots els rius del món. Estimacions més recents situen el cabal en deu cops el cabal de tots els rius actuals junts.
Les inundacions Missoula també s'han conegut com les inundacions de Bretz en honor a Bretz.

## Iniciació de la inundació
A mida que augmentava la profunditat del llac Missoula, la pressió al fons de la presa de gel va augmentar prou com per baixar el punt de congelació de l'aigua per sota de la temperatura del gel que formava la presa. Això va permetre que l'aigua líquida es filtrés a través de minúscules esquerdes presents a la presa de gel. Durant un cert temps la fricció de l'aigua que fluïa per aquestes esquerdes va generar prou calor per fondre les parets de glaç de les esquerdes, engrandint-les. Al seu torn això va permetre que fluís més aigua per les esquerdes, generant més calor, permetent un major flux d'aigua per les esquerdes. Aquest cicle de retroalimentació finalment va debilitar la presa de gel de tal manera que ja no va poder suportar la pressió de l'aigua que hi havia darrere, i va col·lapsar catastròficament. Aquest procés es coneix com una inundació d'esclat del llac glacial, i hi ha proves que molts d'aquests esdeveniments es van produir en un passat llunyà.

## Esdeveniments d'inundació
Quan l'aigua va emergir del congost del riu Columbia, va tornar a retrocedir a la 1 milla (1.6 km) ample estret prop de Kalama, Washington. Alguns llacs temporals assoliren una altitud de més de 400 ft (120 m), inundant la vall Willamette fins a Eugene, Oregon i més enllà. Els erràtiques glacials i les característiques d'erosió de l'iceberg són evidències d'aquests esdeveniments. Els sediments del fons del llac dipositats per les inundacions han contribuït a la riquesa agrícola de les valls Willamette i Columbia. Els dipòsits glacials superposats amb segles de sediments transportats pel vent (loess) han dispersat dunes escarpades i pendents del sud per tota la vall de Columbia, condicions ideals per al desenvolupament d'horts i vinyes a latituds més altes.
Després d'anàlisis i controvèrsies, avui dia els geòlegs postulen que possiblement hi hagués hagut més d'una quarantena d'inundacions separades, tot i que encara es discuteix la font exacta de l'aigua. S'estima que el cabal màxim de les inundacions fou de 40 a 60 quilòmetres cúbics per hora (9,5 a 15 milles cúbics per hora). La velocitat màxima del flux es va acostar als 36 metres/segon (130 km/h o 80 mph). Cada inundació va alliberar fins a 1,9 × 10 19 joules d'energia potencial (l'equivalent a 4.500 megatones de TNT). En comparació, això és 90 cops més energia que en l'explosió de l'arma nuclear més poderosa mai detonada, la "bomba Tsar" de 50 megatones. L'efecte acumulat de les inundacions excavà 210 quilometres cúbics (50 cu mi) de loess, sediments i basalt de les Channeled Scablands de l'est de Washington, transportant-lo riu avall.

### Hipòtesi d'inundacions múltiples

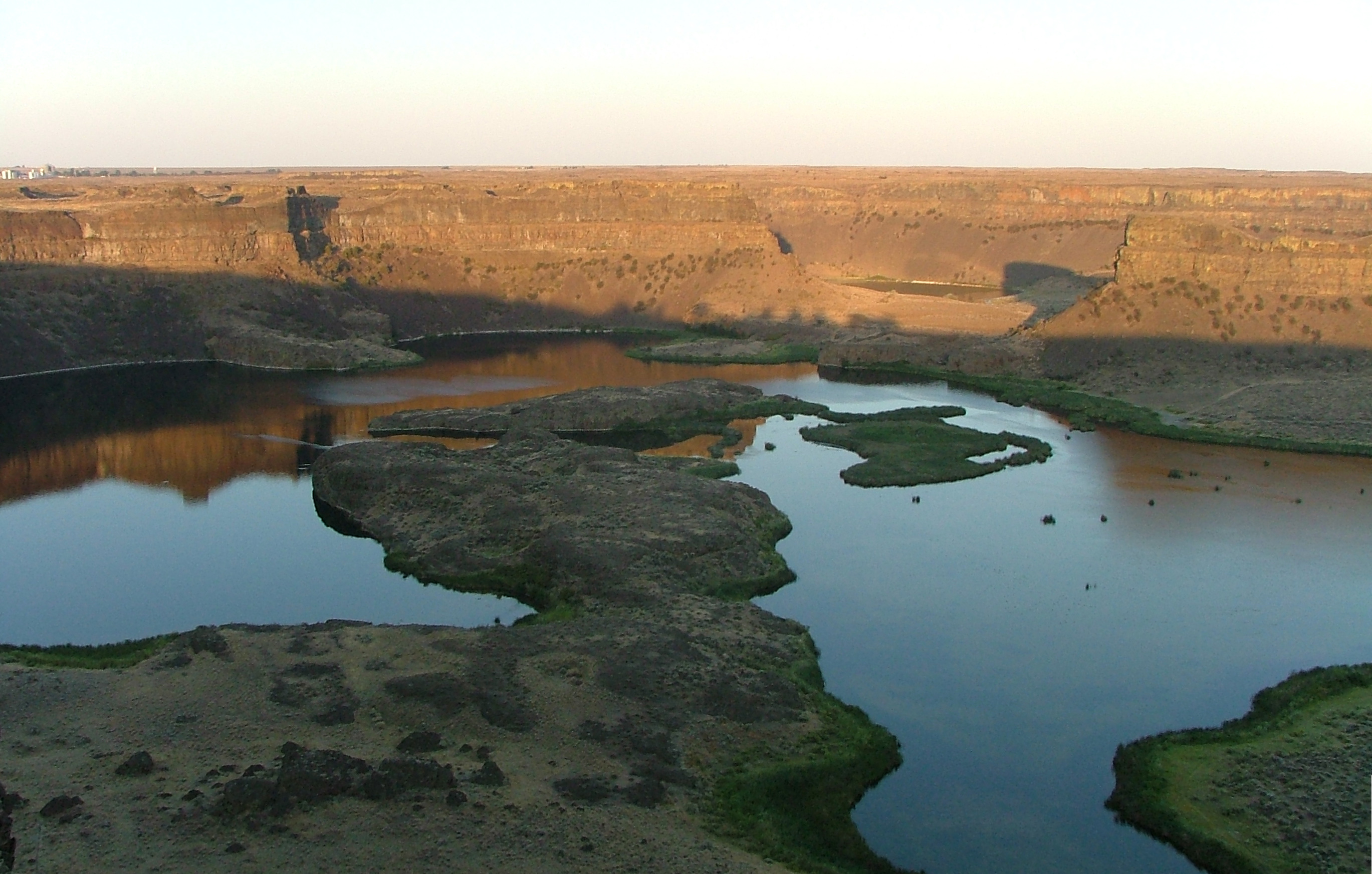
Durant les inundacions de l'edat de gel, Dry Falls era de menys de 300 ft d'aigua que s'acosta a una velocitat de 65 mph.

La hipòtesi de les inundacions múltiples la proposà per primer cop RB Waitt, Jr. el 1980. Waitt va defensar una sèrie de 40 o més inundacions. La proposta de Waitt es basava principalment en l'anàlisi dels dipòsits del fons del llac glacial a Ninemile Creek i els dipòsits d'inundació a Burlingame Canyon. El seu argument més convincent per a les inundacions separades va ser que es va trobar que els dipòsits del llit de la formació Touchet de dues inundacions successives separades per dues capes de cendra volcànica (tefra) separades al seu torn per una fina capa de dipòsits de pols transportats pel vent, situats en una capa fina entre capes de sediments deu ritmites per sota de la part superior dels llits Touchet. Les dues capes de cendra volcànica estan separades per 1–10 centimetres (0.4–3.9 in) de llim no volcànic en l'aire. El tefra és la cendra del mont St. Helens que es va dipositar a l'est de Washington. Per analogia, com que hi havia 40 capes amb característiques comparables a Burlingame Canyon, Waitt va argumentar que es podria considerar que totes tenien una separació similar en el temps de deposició.

### Polèmica sobre el nombre i l'origen de les inundacions
La controvèrsia si les formes del relleu de Channeled Scabland es van formar principalment per múltiples inundacions periòdiques, o per una sola inundació cataclísmica a gran escala del llac Missoula del Pleistocè tardà o d'una font canadenca no identificada, es prolongà fins al 1999. L'equip de geòlegs de Shaw va revisar les seqüències sedimentàries dels llits de la formació Touchet i va concloure que les seqüències no impliquen automàticament múltiples inundacions separades per dècades o segles. Més aviat, van proposar que la sedimentació a la conca del llac Missoula va ser el resultat dels jökulhlaups que van drenar al llac Missoula des de la Colúmbia Britànica cap al nord. A més, l'equip de Shaw va proposar que les inundacions del scabland podrien haver-se originat parcialment a partir d'un enorme dipòsit subglacial que s'estenia per gran part del centre de la Colúmbia Britànica, especialment inclos Rocky Mountain Trench, que podria haver-se descarregat per diversos camins, inclòs un pel llac Missoula. Aquesta descàrrega, si es produís simultàniament a la ruptura de la presa de gel del llac Missoula, hauria proporcionat volums d'aigua significativament més grans. A més, Shaw i l'equip van proposar que els llits Touchet rítmics són el resultat de múltiples polsos, o augments, dins d'una sola inundació més gran.

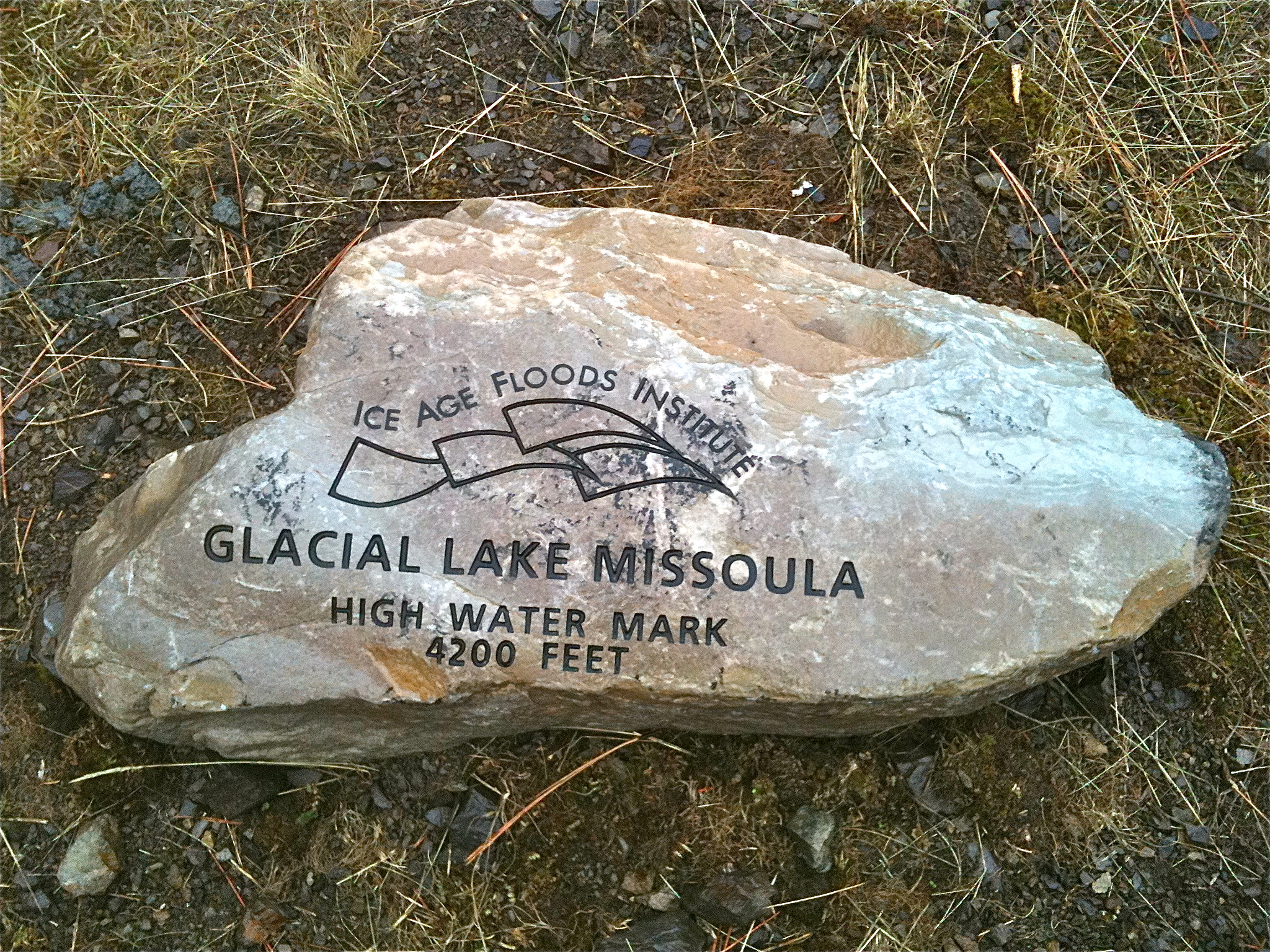
Marca d'aigua alta del llac Glacial Missoula, 4200 ft, prop de Missoula, MT

L'any 2000 un equip liderat per Komatsu va simular numèricament les inundacions amb un model hidràulic tridimensional. Van basar la taxa de descàrrega del llac Missoula en la taxa prevista per a la vall de Spokane Valley - Rathdrum Prairie immediatament aigües avall del llac Missoula, per a la qual diverses estimacions anteriors havien situat la descàrrega màxima de 17 × 106 m3/s i la quantitat total. d'aigua abocada igual al volum màxim estimat del llac Missoula (2184 km 3). Sense tenir en compte els efectes de l'erosió, aquesta simulació del flux d'aigua es basava en la topografia actual. Les seves principals troballes van ser que la profunditat calculada de l'aigua a cada lloc inundat, excepte a la prada de Spokane Valley–Rathdrum Prairie, era més baixa del que mostraven les proves de camp. Per exemple, la seva profunditat d'aigua calculada a la zona de transició de la conca de Pasco-Wallula Gap és d'uns 190 m, molt menys que la profunditat d'inundació de 280 a 300 m indicada per les marques d'aigua alta. Van concloure que una inundació de ~106 m3/s no podria haver fet les marques d'aigua altes observades.
En un comentari sobre l'anàlisi de Komatsu, l'equip d'Atwater va observar que hi ha evidències substancials de múltiples grans inundacions, incloses proves d'esquerdes de fang i caus d'animals a les capes inferiors que es van omplir de sediments d'inundacions posteriors. A més, s'han trobat evidències de múltiples fluxos d'inundació pels braços laterals del llac Columbia repartits durant molts segles. També van assenyalar que el punt de descàrrega del llac Columbia va variar amb el temps, originàriament travessant l'altiplà de Waterville cap a Moses Coulee, però més tard, quan la llengua d'Okanagon de l'inlandsis va bloquejar aquest camí, erosionant el Grand Coulee per descarregar-hi com una sortida substancialment més baixa. L'anàlisi de Komatsu no avalua l'impacte de la considerable erosió observada en aquesta conca durant la riuada o les inundacions, tot i que la hipòtesi que la hidràulica d'inundació es pot modelar utilitzant la topografia actual és una àrea que mereix una consideració addicional. S'esperaria que les constriccions més estretes anteriors a llocs com Wallula Gap i a través del congost de Columbia produïssin una major resistència al cabal generat i, conseqüentment, inundacions més altes.

### Paradigma actual
La datació per a la separació de capes proposada per Waitt en inundacions seqüencials ha rebut més proves a favor a través de posteriors estudis de paleomagnetisme, que admeten un interval de 30 a 40 anys entre les deposicions de la cendra de Mount St. Helens i, per tant, els esdeveniments d'inundació, però no n'exclouen intervals de fins a 60 anys. Els dipòsits mar endins al llit del Pacífic a la desembocadura del riu Columbia inclouen 120 metres de material dipositat durant un període de diversos milers d'anys que correspon al període de múltiples inundacions dels scabland vistes als llits Touchet. A partir de la identificació de Waitt de 40 inundacions, això donaria una separació mitjana entre inundacions de 50 anys.